# 荒野の呼び声 吠えろバック
『荒野の呼び声 吠えろバック』（こうやのよびごえほえろバック）は、1981年1月3日にフジテレビ系列の『日生ファミリースペシャル』で放送された単発テレビアニメ。
ジャック・ロンドンの小説『野性の呼び声』のアニメ化作品である。なお、この作品は本作の作られる前、1976年から1977年にかけて幼少年向けTV雑誌『テレビマガジン』誌で石川球太が漫画化しており、また連載終了の同年単行本化されている。

## 題名
原作小説は『野性の呼び声』、漫画版の雑誌掲載時は『ほえろ！バック』、この漫画の単行本は『荒野の呼び声』、そしてアニメ版は『荒野の呼び声 吠えろバック』となっている。

## 放送時間
- 土曜14:35 - 16:00（JST）
  - 『土曜スペシャル』で放送。

## 声の出演
- ソートン：小林修
- ペロー：古川登志夫
- フランソワ：田中秀幸
- マニエル／ギャル：青野武
- ピート：野田圭一
- マーシーディーヌ：小山茉美
- オプライエン：矢田耕司
- マシューソン：北川国彦
- ハンス：田中康郎
- ハル：塩屋翼
- チャールス：野村信次
- ナレーター：石坂浩二

## スタッフ
- 原作：ジャック・ロンドン（『野性の呼び声』）
- 企画：斉藤侑、栗山富郎
- 制作担当：蕪木登喜司
- 脚本：藤川桂介
- 演出：森下孝三
- キャラクターデザイン／作画監督：菊池城二
- 美術：坂本信人
- 音楽：渡辺岳夫
- 動画チェック：青井清年
- 背景：前美智子、小杉光芳、平川栄治、市谷正夫、脇威志、倉持智恵子
- ゼログラフ：高橋章
- トレス：入江美帆子、前田峰子
- 彩色：高橋達雄、前田剛弘
- 特殊効果：中島正之
- 仕上検査：安永陽子
- 美術進行：阿久津文雄
- 仕上進行：中村正弘
- 記録：黒石陽子
- 演出助手：山内重保
- 製作進行：池上悟
- 撮影：岡芹利明
- 編集：花井正明
- 録音：神原広己
- 音響効果：松田昭彦
- 録音スタジオ：タバック
- 現像：東映化学
- 製作：フジテレビ、東映（東映動画）

## EDテーマ
「荒野の呼び声」
- 作詞：武藤悦子／作曲：渡辺岳夫／編曲：武市昌久／歌：成田賢

## 番組表
| フジテレビ系 日生ファミリースペシャル | フジテレビ系 日生ファミリースペシャル | フジテレビ系 日生ファミリースペシャル |
| 前番組                                | 番組名                                | 次番組                                |
| ------------------------------------- | ------------------------------------- | ------------------------------------- |
| 二十四の瞳                            | 荒野の呼び声 吠えろバック             | 走れメロス                            |